# Бухаловиці
Бухаловиці (пол. Buchałowice) — село в Польщі, у гміні Курув Пулавського повіту Люблінського воєводства.
Населення — 246 осіб (2011).

## Демографія
Демографічна структура станом на 31 березня 2011 року:
|          | Загалом | Допрацездатний вік | Працездатний вік | Постпрацездатний вік |
| -------- | ------- | ------------------ | ---------------- | -------------------- |
| Чоловіки | 121     | 23                 | 78               | 20                   |
| Жінки    | 125     | 21                 | 68               | 36                   |
| Разом    | 246     | 44                 | 146              | 56                   |